# 알아남
꾸란의 제6번째 수라 알아남 또는 가축장엔 창조주의 유일성과 피조물, 계시와 메시지, 부활과 보상 등의 내용을 담고 있다.
하나님의 속성과 하나님이 자신을 표현하는 방식, 이도교들의 무력함을 1절~30절이 나타낸다. 31절~60절 간에는 인생과 삶, 그리고 그것들의 무상함이 하나님의 섭리와 목적으로서 나타나고 있으며 하나님의 전능함이 묘사된다.
| 이 전 알마이다 | 수라 6 (아랍어 원문) | 다 음 알아라프 |
| 1 2 3 4 5 6 7 8 9 10 11 12 13 14 15 16 17 18 19 20 21 22 23 24 25 26 27 28 29 30 31 32 33 34 35 36 37 38 39 40 41 42 43 44 45 46 47 48 49 50 51 52 53 54 55 56 57 58 59 60 61 62 63 64 65 66 67 68 69 70 71 72 73 74 75 76 77 78 79 80 81 82 83 84 85 86 87 88 89 90 91 92 93 94 95 96 97 98 99 100 101 102 103 104 105 106 107 108 109 110 111 112 113 114 |                      |                |